# 세바스티안 크리스마니치
세바스티안 에두아르도 크리스마니치(스페인어: Sebastián Eduardo Crismanich, 1986년 10월 30일~)는 아르헨티나의 태권도 선수이다. 2012년 하계 올림픽 남자 미들급에 출전하여 금메달을 획득했으며 팬아메리칸 게임 금메달 1개, 팬아메리카 선수권 대회 금메달 2개, 은메달 1개를 획득했다. 그는 마라톤 선수 델포 카브레라 이후 아르헨티나의 두 번째 개인 종목이며 금메달리스트이자. 태권도 종목 첫 메달리스트이다.

## 경력
크리스마니치는 1986년 코리엔테스주 코리엔테스에서 태어났으며 그의 조상은 크로아티아 출신 이민자이다. 7세 때 형을 따라 태권도를 시작했으며 2003년에 아르헨티나 주니어 국가대표로 활동했다. 그 해 10월에 브라질 리우데자네이루에서 열린 팬아메리카 주니어 선수권 대회에 참가했으며 남자 라이트미들급에서 캐나다의 에번 무사얀을 꺾고 우승을 차지했다.
2005년에 아르헨티나 성인 국가대표로 발탁되었으며 그 해 4월 스페인 마드리드에서 열린 2005년 세계 선수권 대회에 참가했다. 그는 모로코의 타레크 제리우트, 키르기스스탄의 데니스 안토노프, 이집트의 아델 후센을 꺾고 4강에 올랐으나 4강전에서 러시아의 알란 아코예프에게 5-8로 패하면서 4위에 올랐다. 2006년 4월에 벨기에 헤렌탈스에서 열린 벨기에 오픈에서 차이저우민의 뒤를 이어 준우승을 차지했고 독일 본에서 열린 독일 오픈에서 미국의 데이비드 바틀릿을 꺾고 우승했다. 그 해 11월에는 아르헨티나 부에노스아이레스에서 열린 2006년 남아메리카 게임에서 우루과이의 다니엘 리 킴을 꺾고 금메달을 획득했으며 같은 달에 부에노스아이레스에서 열린 2006년 팬아메리카 선수권 대회에 참가하여 멕시코의 로드리고 살라사르를 꺾고 금메달을 획득했다.
2007년에는 코르도바 대학교 농업학과에 입학했으며 학업과 선수 생활의 병행을 위해 코르도바 대학교 체육단에 입단했다. 그는 이 팀 소속 태권도 지도자인 헤오바니 바에사의 지도를 받았다. 이듬해인 2008년에 다시 아르헨티나 국가대표로 복귀했으며 그 해 10월 푸에르토리코의 카과스에서 열린 2008년 팬아메리카 선수권 대회에서 도미니카 공화국의 호아니 잔을 꺾고 금메달을 획득했다.
2012년 2012년 하계 올림픽에 아르헨티나 국가대표로 참가했다. 폐막식 당시 아르헨티나 선수단의 기수를 맡았다.

## 개인사
형 마우로 크리스마니치도 태권도 선수이다.